# Fred Soons
Alfred Henry Adriaan (Fred) Soons (Aruba, 13 oktober 1948) is een Nederlands jurist gespecialiseerd in het internationaal publiekrecht. Soons is emeritus hoogleraar aan de Universiteit Utrecht.
Soons volgde het gymnasium aan Katwijk de Breul te Zeist, waar hij in 1967 eindexamen deed. Hij vervulde het jaar daarop zijn militaire dienstplicht bij de officiersopleiding van het Korps Mariniers aan het Koninklijk Instituut voor de Marine, waarna hij in 1968 begon aan zijn rechtenstudie aan de Universiteit Utrecht. In 1971 studeerde hij daar af en werd hij wetenschappelijk medewerker aan het Volkenrechtelijk Instituut van de Utrechtse universiteit. In 1973-1974 studeerde hij aan de Universiteit van Washington in Seattle; in 1974-1975 werkte hij aan de Universiteit van Cambridge. Van 1975 tot 1976 was hij wetenschappelijk medewerker volkenrecht aan de Universiteit van Amsterdam. In 1976 werd hij ambtenaar bij het Ministerie van Verkeer en Waterstaat, hoofdafdeling bestuurlijke en juridische zaken van de hoofddirectie Waterstaat. In 1981 werd hij ook benoemd tot rechter-plaatsvervanger bij de rechtbank Rotterdam. Op 15 september 1982 promoveerde hij te Utrecht op het proefschrift Marine scientific research and the law of the sea; promotor was Leo Bouchez.
In 1985 werd Soons benoemd tot buitengewoon hoogleraar internationaal publiekrecht aan de Erasmus Universiteit Rotterdam. Met ingang van 1 juli 1987 werd hij benoemd tot gewoon hoogleraar volkenrecht aan de Universiteit Utrecht; hij hield zijn oratie, getiteld Zeegrenzen en zeespiegelstijging. Volkenrechtelijke beschouwingen over de effecten van de zeespiegel op grenzen in zee, op 13 april 1989. Van 1995 tot 1998 was hij decaan van de Utrechtse rechtenfaculteit. Hij was onder andere adviseur van Indonesië in de zaak Sovereignty over Pulau Ligitan and Pulau Sipadan (Indonesië/Maleisië) voor het Internationaal Gerechtshof van 1998 tot 2002. Op 1 maart 2014 ging hij met emeritaat als hoogleraar.
Naast zijn werk als hoogleraar was Soons onder andere lid en voorzitter (1990-1996) van de Commissie van advies inzake volkenrechtelijke vraagstukken (CAVV), voorzitter van de Nederlandse Vereniging voor Internationaal Recht en director of studies van de International Law Association. Hij is lid van het Institut de Droit International.